# 표피 (식물학)

7번이 표피이다.

표피(表皮, epidermis)는 주로 유관 식물의 잎이나 꽃의 세포 중 가장 바깥층에 있는 한겹의 세포층이다. 엽록체가 없고 호흡작용을 하는 기공(stomache)이 있다.
식물체의 표면을 덮어 내부의 조직을 보호하는 조직으로서, 보통 1층의 세포층으로 되어 있는데 때로는 2층 이상인 경우도 있다. 보통, 식물체의 지상부에 있는 표피세포 겉면에는 큐티쿨라층이 있어, 식물체에서 수분이 증발하는 것을 방지하고 있다.

## 같이 보기
- 나무껍질